# Hajikend (Kelbajar)
Hajikend est un village de la région de Kelbajar en Azerbaïdjan.

## Histoire
En 1993-2020, Hajikend était sous le contrôle des forces armées arméniennes. Le 25 novembre 2020, sur la base d'un accord trilatéral entre l'Azerbaïdjan, l'Arménie et la Russie en date du 10 novembre 2020, la région de Kelbajar, y compris le village d'Hajikend, a été restituée sous le contrôle de l'Azerbaïdjan. 

## Sources
Ayghir boulaghi, Ezed boulaghi, Dachdantchikhan boulag, Chamilin boulaghi, Geuy boulag, Suleymanin boulaghi, Yarpizli boulaghi, Avtavin boulaghi, Adilin boulaghi, Kora boulag, Jalilin boulaghi, Jalalin boulaghi, Novlu boulag, Muceyibin boulaghi, Isbendiyarin boulaghi, Galakhtchida novlu boulag, Niyazin boulaghi, Bahadurun boulaghi, Imamalinin boulaghi, etc.